# Họ Cá thoi
Họ Cá thoi (danh pháp khoa học: Caproidae) là một họ nhỏ chứa các loài cá biển, bao gồm 2 chi còn sinh tồn với 18 loài, trong đó 6 loài phát hiện giai đoạn 2005-2006. Họ này trước đây từng được đặt trong bộ Zeiformes cùng các loài cá dây, nhưng kể từ thập niên 1980 đã được chuyển sang bộ Perciformes do có nhiều đặc điểm của cá dạng cá vược, chẳng hạn như cấu trúc xương đuôi. Cá thoi là bản địa khu vực Ấn Độ Dương, Đại Tây Dương và Thái Bình Dương, nơi chúng chủ yếu được tìm thấy ở độ sâu dưới 50 m (160 ft).
Cá thoi có thân hình dẹt, mỏng và sâu. Chúng là các loài cá nhỏ, chỉ ít loài có thể đạt tới chiều dài 30 cm (12 in). Màu sắc của chúng bao gồm đỏ, hồng và trắng bạc.
Các hóa thạch được nhận dạng là dạng cá thoi đã biết có sớm nhất từ giữa thế Eocen vào đầu kỷ Đệ Tam, khoảng 48,6 - 40 triệu năm trước.

## Phát sinh chủng loài
Trong bài báo năm 1966 về mối quan hệ phát sinh chủng loài của cá xương thật sự, P. H. Greenwood và ctv đã gộp cá thoi vào bộ Zeiformes, nhưng họ không đưa ra chứng cứ hỗ trợ cho việc gán ghép này. Heemstra loại Caproidae khỏi bộ Zeiformes trong sửa đổi phân loại năm 1980 của ông đối với các loài cá dây ở Nam Phi, và trong cuốn sách Smiths' Sea Fishes năm 1986 (ISBN 9783642828607, Margaret M. Smith, Phillip C. Heemstra), Heemstra gộp Caproidae vào bộ Perciformes.
Năm 2013-2014, Betancur và ctv trong các nghiên cứu của họ đã đặt họ Caproidae ở vị trí cấp bộ không xác định (incertae sedis) trong Eupercaria, nhưng trong phiên bản năm 2017 các tác giả đã xếp nó trong bộ đơn họ là Caproiformes.